# 本橋浩一
本橋 浩一（もとはし こういち、1930年4月12日 - 2010年10月26日）は、日本の男性実業家、アニメーションプロデューサー。北海道室蘭市生まれ、小樽市育ち。日本アニメーション株式会社代表取締役社長。 

## 来歴
1952年、中央大学法学部卒業。
1953年、学陽書房編集部。同年本橋電機社長。
1960年、聯合広告社代表。
1967年、小谷正一の紹介で日本万国博覧会電力館担当プロデューサー。
1972年、やはり小谷の奨めでズイヨー映像社長。
1975年、日本アニメーションを設立して代表取締役社長。
『フランダースの犬』『母をたずねて三千里』『あらいぐまラスカル』『赤毛のアン』などの作品で知られる〈世界名作劇場〉や、『未来少年コナン』『ちびまる子ちゃん』『コジコジ』『HUNTER×HUNTER』などのテレビアニメ製作を手がけた。 
2010年10月26日、骨髄異形成症候群のため東京都内の自宅で死去、80歳。